# Baccalauréat sciences et techniques du théâtre, de la musique et de la danse
Pour un article plus général, voir Baccalauréat technologique.
 (décembre 2016).
Si vous disposez d'ouvrages ou d'articles de référence ou si vous connaissez des sites web de qualité traitant du thème abordé ici, merci de compléter l'article en donnant les références utiles à sa vérifiabilité et en les liant à la section « Notes et références ».
En France, le baccalauréat sciences et techniques du théâtre, de la musique et de la danse (S2TMD, et jusqu'en 2019 baccalauréat techniques de la musique et de la danse (TMD)) est l'une des huit séries du baccalauréat technologique. Il s'adresse aux jeunes danseurs, comédiens et musiciens voulant exercer un métier en rapport avec la danse, le théâtre ou la musique.

## Préparation au lycée
Le baccalauréat S2TMD est accessible après les classes de première et de terminale S2TMD, elles-mêmes accessibles après la classe de seconde générale et technologique, commune aux voies générale et technologique. Dès l'année de première, les élèves engagés dans cette série choisissent un enseignement spécifique de  théâtre, de musique ou la danse. Ce choix détermine les enseignements de spécialité suivis ainsi que les épreuves terminales passées.
Au cours de l'année de seconde, les élèves souhaitant s'orienter vers cette série peuvent suivre l'enseignement optionnel technologique de Culture et pratique de la danse, du théâtre ou de la musique, sans que cela soit obligatoire (bien que largement conseillé).
| Niv 4 Bac +0 17 |                                   | Baccalauréat général Arts, SES, SVT, HGGSP, Humanités, LCA, LLCE, Maths, PC, NSI, SVT, SITerminale générale |                                   | Baccalauréat technologique STAV, ST2S, STD2A, STMG, S2TMD, STI2D, STHR, STLTerminale technologique |                     | Baccalauréat professionnel Alimentaire, Vente, Beauté, Bâtiment, Santé, Design, Véhicules, NumériqueTerminale professionnelle | BMA                                   | BP                                    | CS5 CS4 CS3                           | BM                                    | BTM |
| Niv 3 16        | Première générale                 | Première technologique                                                                                      | Première professionnelle          | CAP 2e année                                                                                       | CAP 2e année        | CAP 2e année | CAP 2e année                          | CAP 2e année                          |                                       |                                       |     |
| 15              | Seconde générale et technologique | Seconde générale et technologique                                                                           | Seconde générale et technologique | Seconde professionnelle                                                                            | CAP 1re année       | CAP 1re année | CAP 1re année                         | CAP 1re année                         | CAP 1re année                         |                                       |     |
| RNCP Âge        | Lycée général                     | | Lycée technologique               | | Lycée professionnel | Centre de formation d'apprentis (CFA)                                                                                         | Centre de formation d'apprentis (CFA) | Centre de formation d'apprentis (CFA) | Centre de formation d'apprentis (CFA) | Centre de formation d'apprentis (CFA) |     |

## Baccalauréat F11 (1978-1992) puis TMD (1993-2019)
La formation générale (français, LV1, histoire-géo, maths, sciences-physiques...) et la formation technologique (étude d'œuvres, étude de principes physiques...) sont équilibrées. La préparation de ce bac allie des cours au lycée et au conservatoire (cours de musique ou de danse).
Les élèves ont le choix entre 2 spécialités : musique ou danse.

### Option musique
Elle forme à la pratique et aux techniques musicales (maîtrise d’un instrument, musique d’ensemble, dictée et analyse musicale, harmonie, solfège, techniques du son, organologie, lecture instrumentale à vue). Elle vise le perfectionnement dans la pratique des instruments et aborde l’histoire de la musique et de la danse, ainsi que les techniques du son. En techniques musicales, les élèves effectuent des dictées et des analyses musicales, d'un niveau de plus en plus difficile : des dictées mélodiques à une voix en seconde et jusqu’à trois voix en terminale. Les futurs bacheliers doivent aussi déchiffrer des textes musicaux, étudier le solfège... Au bac, il faut exécuter deux morceaux imposés.
| Matière                     | Horaire Première | Horaire Terminale | Coefficient        |
| --------------------------- | ---------------- | ----------------- | ------------------ |
| Technique musicale          | 2 h 30           | 2 h 30            | 3                  |
| Exécution instrumentale     | 2 h              | 2 h               | 4                  |
| Histoire de la musique      | 1 h 30           | 1 h 30            | 3                  |
| Lecture instrumentale à vue | 0 h 30           | 0 h 30            | / ou second groupe |
| Organologie                 | /                | 1 h               | / ou second groupe |
| Techniques du son           | 1 h              | 1 h               | / ou second groupe |
| Musique d'ensemble          | 1 h 30           | 1 h 30            | / ou second groupe |

### Option danse
Les élèves exécutent des chorégraphies et s'entraînent à la dictée musicale. Ils étudient l’histoire de la musique et de la danse (le ballet, les chorégraphes...), et tout ce qui touche à la scène : décors, machineries, espaces... Ils ont également des cours d'anatomie et de physiologie. Au bac, il faut exécuter une variation imposée de danse classique ou de danse contemporaine pour montrer leur acquis.
| Matière                  | Horaire Première | Horaire Terminale | Coefficient        |
| ------------------------ | ---------------- | ----------------- | ------------------ |
| Technique musicale       | 2 h              | 2 h               | 3                  |
| Histoire de la danse     | 1 h 30           | 1 h 30            | 3                  |
| Exécution chorégraphique | 5 h              | 5 h               | 4                  |
| Anatomie                 | 1 h              | 1 h               | / ou second groupe |

N.B. : l'emploi du temps est lourd (plus de 30 h/semaine). Il comporte notamment 5 h d'EPS par semaine, sans compter l'exécution chorégraphique en option danse.

## Épreuves du baccalauréat S2TMD (à partir de 2021)
À compter de la session 2021, les épreuves sont les suivantes :
|                                              | Épreuve                                                        | Coefficient | Nature de l'épreuve            | Durée |
| -------------------------------------------- | -------------------------------------------------------------- | ----------- | ------------------------------ | --- |
| Épreuves terminales                          | Français                                                       | 5           | Écrite                         | 4 heures                                                                                                 |
| Épreuves terminales                          | Français                                                       | 5           | Orale                          | 20 minutes + 30 minutes de préparation                                                                   |
| Épreuves terminales                          | Philosophie                                                    | 4           | Écrite                         | 4 heures                                                                                                 |
| Épreuves terminales                          | Épreuve orale terminale                                        | 14          | Orale                          | 20 minutes + 20 minutes de préparation                                                                   |
| Épreuves terminales                          | Culture et sciences chorégraphiques ou musicales ou théâtrales | 16          | Écrite                         | 4 heures                                                                                                 |
| Épreuves terminales                          | Pratique chorégraphique ou musicale ou théâtrale               | 16          | Pratique                       | 50 minutes                                                                                               |
| Évaluations communes                         | Histoire-géographie                                            | 5           | Écrite                         | 3 évaluations de 2 heures                                                                                |
| Évaluations communes                         | Langue vivante A                                               | 5           | Écrite Orale                   | 1 évaluation écrite de 20 minutes 2 évaluations écrites de 1 heure 20 + 1 évaluation orale de 10 minutes |
| Évaluations communes                         | Langue vivante B                                               | 5           | Écrite Orale                   | 1 évaluation écrite de 20 minutes 2 évaluations écrites de 1 heure 20 + 1 évaluation orale de 10 minutes |
| Évaluations communes                         | Mathématiques                                                  | 5           | Écrite                         | 3 évaluations de 2 heures                                                                                |
| Évaluations communes                         | Éducation physique et sportive                                 | 5           | Contrôle en cours de formation | Contrôle en cours de formation                                                                           |
| Évaluations communes                         | Économie, droit et environnement du spectacle vivant           | 5           | Orale                          | 20 minutes                                                                                               |
| Évaluation chiffrée des résultats de l'élève | Moyenne générale de la classe de première                      | 5           | /                              | / |
| Évaluation chiffrée des résultats de l'élève | Moyenne générale de la classe de terminale                     | 5           | /                              | / |

Les épreuves de français (écrite et orale) sont anticipées, c'est-à-dire qu'elles sont passées à la fin de l'année de première.
Les épreuves de spécialité (Culture et sciences et Pratique) dépendent de l'enseignement spécifique suivi pendant les classes de première et de terminale. Ainsi, les élèves ayant fait le choix de la danse auront des épreuves chorégraphiques, ceux ayant choisi la musique auront des épreuves musicales et ceux ayant choisi le théâtre, des épreuves théâtrales.
Les évaluations communes (EC) sont passées à trois reprises : au deuxième et au troisième trimestre de la classe de première ainsi qu'au troisième trimestre de la classe de terminale. La note finale obtenue pour la discipline correspond à la moyenne des évaluations passées. À noter que l'Économie, le droit et l'environnement du spectacle ne sont évalués qu'une fois en EC (troisième trimestre de première). L'éducation physique et sportive est évaluée au travers de trois épreuves ponctuelles, réalisées en cours de formation durant la classe de terminale.
L'évaluation chiffrée des résultats de l'élève correspond donc aux moyennes trimestrielles ou semestrielles obtenues en classe de première et de terminale. Tous les enseignements sont donc pris en compte, qu'ils soient communs, de spécialité ou optionnels.

## Orientation post-bac
- Études supérieures artistiques au conservatoire (accès sur concours)
- Études universitaires (licences de musique, de musicologie, des arts du spectacle... ou Diplôme Universitaire de Musicien Intervenant (DUMI)). Attention, l'enseignement de la fac reste très théorique. Pour éviter une mauvaise orientation, les futurs étudiants doivent se renseigner sur le programme et les débouchés qu'offrent la licence qu'ils visent.
- Filières professionnelles : ceux qui veulent travailler dans le secteur culturel peuvent préparer une licence professionnelle en médiation ou gestion culturelle.

### Débouchés
Les débouchés après un baccalauréat S2TMD se situent surtout dans les domaines de l'art, du spectacle, mais aussi de la culture et du patrimoine. Ils restent assez limités.
Les métiers envisagés après ce bac sont souvent musicien, danseur, compositeur, chef d'orchestre ou encore chorégraphe, selon la spécialité ; mais les S2TMD peuvent aussi faire carrière comme professeur, animateur ou, dans un domaine plus économique, comme gestionnaire de spectacles ou administrateur de salles.